# Blang Mane Dua Meunasah
Blang Mane Dua Meunasah is een bestuurslaag in het regentschap Bireuen van de provincie Atjeh, Indonesië. Blang Mane Dua Meunasah telt 341 inwoners (volkstelling 2010).